# Spanglish
Spanglish är en amerikansk film från 2004 i regi av James L. Brooks.

## Handling
Flor Moreno (Paz Vega) är en ensamstående kvinna som tillsammans med sin dotter Cristina (Shelbie Bruce) lämnar sin hemstad för att finna lyckan. Flor får jobb som hembiträde hemma hos John Clasky (Adam Sandler) som är en mästerkock.
Flor har det inte lätt hos familjen Clasky, den sönderstressade mamman Deborah Clasky (Téa Leoni) och att inte kunna tala engelska gör inte saken bättre. John och Deborahs förhållande är allt annat än bra och det hettar till mellan John och Flor.

## Rollista (i urval)
- Adam Sandler - John Clasky
- Téa Leoni - Deborah Clasky
- Paz Vega - Flor Moreno
- Cloris Leachman - Evelyn Norwich
- Shelbie Bruce - Cristina
- Sarah Steele - Bernice
- Ian Hyland - Georgie

## Utmärkelser
Hans Zimmer nominerades till Golden Globe Award för filmmusiken och Cloris Leachman nominerades till Screen Actors Guild Award för bästa kvinnliga biroll. Ingen av dem vann dock.